# Birdy (film)
 For alternative betydninger, se Birdy. (Se også artikler, som begynder med Birdy)
Birdy er en amerikansk drama-film fra 1984 instrueret af Alan Parker og med musik af Peter Gabriel.

## Medvirkende
- Matthew Modine som Birdy
- Nicolas Cage som Al Columbato
- John Harkins som Doktor Weiss
- Sandy Baron som Hr. Columbato
- Karen Young som Hannah Rourke
- Bruno Kirby som Renaldi
- Nancy Fish som Fru Prevost
- George Buck som Birdys far
- Dolores Sage som Birdys mor
- Pat Ryan som Joe Sagessa